# Karla Cardoso
Karla Ferreira Cardoso (Rio de Janeiro, 18 de novembro de 1981) é uma judoca paralímpica brasileira.

## Biografia e carreira
Cardoso é natural do Rio de Janeiro. Ela nasceu com baixa visão, porém só descobriu aos três anos de idade, quando começou a frequentar a escola.
Cardoso representou o Brasil nos Jogos Paralímpicos Atenas 2004, onde conquistou a prata na categoria até 48kg. Sendo esta a primeira medalha do Brasil naquela edição dos Jogos. Nos Jogos Parapan-Americanos Rio 2007, foi ouro na mesma categoria. Nos Jogos Paralímpicos Pequim 2008, a carioca foi medalha de prata.
Nos Jogos Parapan-Americanos Guadalajara 2011, Cardoso conquistou a medalha de ouro. Nos Jogos Parapan-Americanos Toronto 2015, Cardoso faturou a medalha de ouro.
No Grand Prix Internacional de Judô de 2016, disputado no Rio de Janeiro, conquistou a medalha de bronze. No Campeonato Mundial Paralímpico de Judô de 2018, realizado em Odivelas, foi bronze por equipes.
Nos Jogos Parapan-Americanos Lima 2019, Cardoso foi medalha de bronze na categoria até 52 kg.

## Principais conquistas
- Jogos Paralímpicos de Verão de 2004: categoria até 48kg – prata[3]
- Jogos Parapan-Americanos de 2007: categoria até 48kg – ouro[4]
- Jogos Paralímpicos de Verão de 2008: categoria até 48kg – prata[5]
- Jogos Parapan-Americanos de 2011: categoria até 48kg – ouro[6]
- Campeonato Mundial de Judô de 2014: categoria até 48kg – bronze[1]
- Jogos Parapan-Americanos de 2015: categoria até 48kg – ouro[7]
- Jogos Parapan-Americanos de 2019: categoria até 52 kg – bronze[10]